# Dirección General de Programación Económica y Presupuestos
La Dirección General de Programación Económica y Presupuestos (DGPEP) de España es el órgano directivo del Ministerio de Transportes y Movilidad Sostenible, adscrito a la Subsecretaría, que se encarga de la gestión económico-presupuestaria del Departamento. 
En concreto, asume directamente las funciones sobre la gestión y tramitación de los créditos y gastos asignados al centro directivo, así como la gestión de los asuntos relativos a la contratación y adquisiciones, sin perjuicio de las competencias de la Subsecretaría de Transportes u otros órganos superiores o directivos del Departamento y en coordinación con ellos.

## Historia
El origen de la dirección general se encuentra en la reforma del departamento gubernamental de obras públicas de 1996, que recuperó la denominación de Ministerio de Fomento y entre sus órganos se encontraba la Dirección General de Programación Económica y Presupuestaria (DGPEP). Esta dirección general, que sumía las competencias en este ámbito de la Subsecretaría, se encargaba de administrar los fondos europeos, de las inversiones del departamento y sus presupuestos. Estaba compuesta por cinco subdirecciones generales: la Oficina Presupuestaria, la Subdirección General de Seguimiento Económico de Inversiones, la Subdirección General de Análisis Presupuestario, la Subdirección General de Estadística y Estudios y la Subdirección General de Control Organizativo y Auditoría de Procedimientos.
En el año 2000 su denominación cambió a Dirección General de Programación Económica y redujo su tamaño al perder las competencias presupuestarias. Estas competencias las recuperó en 2004 pero mantuvo su denominación.
La reforma de junio de 2009 le otorgó la denominación actual. En enero de 2011 se creó en la dirección general la subdirección general de Estadísticas que asumía las competencias de gestión de las estadísticas del Departamento y que recibía las funciones que hasta entonces tenían atribuidas la Subdirección General de Tecnologías de la Información, Administración Electrónica y Estadísticas, del Ministerio de Fomento y la Subdirección General de Estudios y Estadísticas del extinto Ministerio de Vivienda.
Desde entonces, con la excepción de algunos cambios de denominación en sus subdirecciones generales no ha sufrido cambios. El cambio más relevante ocurrió en 2020, cuando se reorganizaron sus competencias y se suprimió la Subdirección General de Programación y Análisis Presupuestario, que fue reemplazada por el Subdirección General de Coordinación Económica.

## Estructura y funciones
De la Dirección General de Programación Económica y Presupuestos dependen los siguientes órganos a través de los cuales ejerce el resto de sus competencias:
- La Oficina Presupuestaria, a la que le corresponde la elaboración del anteproyecto de presupuesto del Departamento, la coordinación de la elaboración de los presupuestos de sus entidades dependientes y la trasmisión de todos ellos al Ministerio de Hacienda, en la forma reglamentariamente establecida al efecto; el informe y tramitación de los expedientes de modificación presupuestaria del Departamento y sus entidades dependientes; el informe y la prestación de asistencia técnica en materia presupuestaria, así como las demás funciones encomendadas a la Oficina Presupuestaria por el Real Decreto 2855/1979, de 21 de diciembre; y la coordinación de la elaboración y actualización del Plan Estratégico de Subvenciones de conformidad con lo establecido en la normativa vigente, y el seguimiento de las aportaciones a realizar por las entidades dependientes del Departamento para la financiación de los trabajos de conservación o enriquecimiento del Patrimonio Histórico Español, así como la elaboración de cuantos informes sean solicitados por el Ministerio de Cultura.
- La Subdirección General de Seguimiento Económico, que asume las funciones de seguimiento de los programas inversores del Departamento y sus entidades dependientes con detalle territorializado y por modos de transporte y de seguimiento y análisis de la actividad contractual del Departamento y sus entidades dependientes y, en particular, de las actuaciones inversoras en materia de infraestructuras.
- La Subdirección General de Coordinación Económica, a la que le corresponde el seguimiento, coordinación y formulación de la propuesta de plan de acción de corrección de irregularidades, deficiencias, incertidumbres y limitaciones puestas de manifiesto en las auditorías y controles financieros efectuados al Departamento y sus entidades dependientes por parte de la Intervención General de la Administración del Estado, y el seguimiento de la actividad económica, financiera y presupuestaria del Departamento y de los organismos y entidades dependientes.
- La Subdirección General de Estudios Económicos y Estadísticas, encargada de la elaboración de informes de naturaleza económico-financiera respecto de las materias competencia del Departamento; de la programación y elaboración de las estadísticas generales que describan la actividad del Departamento que no estén incluidas en el Plan Estadístico Nacional y sean competencia de esta Dirección General, así como la elaboración de las estadísticas que el Plan Estadístico Nacional determine que son competencia de esta Dirección General; y la coordinación de la actividad estadística de los órganos superiores y directivos del Departamento, participación en los órganos colegiados en materia estadística de los que forme parte el Departamento, así como la centralización de la comunicación de este con el Instituto Nacional de Estadística.

## Directores generales
- Pablo Gasós Casao (1996-2000)
- Antonio Manuel López Corral (2000-2004)
- Fernando Rojas Urtasun (2004-2008)
- Luis Felipe Palacios Arroyo (2008-2009)
- Jesús Manuel Gómez García (2009-2012)
- Juan Miguel Báscones Ramos (2012-2016)
- María Jesús Romero de Ávila Torrijos (2016-2018)
- María del Carmen García Franquelo (2018-2022)
- María Cristina Tarrero Martos (2022-2024)[10]
- Angélica Martínez Ortega (2024-2025)[11]
- Pedro Enrique Blanco Chinarro (2025-)[12]